# 타이난현

통합 시점의 타이난 현

타이난현(한국어: 대남현, 중국어: 臺南縣, 병음: Táinán Xiàn)은 중화민국 타이완섬 남부에 있던 현이다. 2010년 12월 25일, 타이난시와 합쳐져 직할시가 되었다.

## 역사
타이난은 1621년에 안사제, 정지룡 등이 이 분항(笨港)을 점거해, 대강(현재의 치구 향)에 근거지를 만든 기록이 있어, 일찍부터 한족의 이주가 진행되고 있었다.
1624년, 명과의 무역을 요구하는 네덜란드에 의해 대남에 근거지가 설치되어 한족의 이주지를 침입하는 것과 동시에, 원주민에게의 교화를 실시하는 등의 활동을 시작했다. 1636년에는 신항사(현재의 신스 향)에 대만의 첫 학교를 건설했다. 이로 인해 후세에 신항문서로 불리는 당시의 구어를 로마자로 전사한 문서가 작성된 것도 이 시대이다.
명의 쇠락기에, 정성공이 타이완을 거점으로 반청복명의 운동을 시작하면서 명의 행정구분을 원용해 대남 지구에 천흥현(天興縣)과 만년현(万年縣)을 설치했다. 당시의 대남 지구는 정성공의 중요한 거점으로 여겨져 군대에 의한 둔전 및 한족의 이주도 대남을 중심으로 행해졌다. 이 시대에 유래하는 지명으로서 신영(新営), 류영(柳営), 하영(下営) 등이 현재에도 남아 있다.
1684년, 대만을 평정한 청조에 의해 대만에는 대만부 및 대만, 봉산, 제라의 3현이 설치되었다. 대만 및 제라가 현재의 대남현의 지역에 해당한다. 당시의 대만의 중심은 대남이며 이곳을 기점으로 남북으로 개발이 진행되었다. 1726년에는 대만부지사 장육영이 현재의 융캉 시에 주자미염장(洲仔尾塩場)을 설치하는 등, 경제활동도 활발하게 행해지고 있었다. 1831년에는 현지의 농민인 구양안에 의해 호두비수고(虎頭埤水庫)가 현재의 신화 진에 설치되어 관개가 실현되었다. 당초에는 한정된 지역에의 관개로 한정되어 있었지만, 그 후에도 정비가 진행되어 현재는 대만을 대표하는 농촌 풍경이 되어 있다.
상업 경제면에서는 1860년에 대만이 대외적으로 개항해 차잎, 설탕, 장뇌의 수출이 시작되었다. 대남 지구는 설탕의 주요 생산지이며 1890년대에는 대만 전 국토의 제당소 1,275개소 중 1,057개소를 차지하게 되었다.
청말에 일본의 대만 출병으로 청조 측에도 해안 방비 의식이 높아져 대만에 군사시설의 건설이 추진되었다. 1888년, 대만 순무 유명전에 의해 대만의 중요성이 강조되는 등 한 결과 대만성이 신설되었고 그 아래로 대북, 대만, 대남의 3부가 설치되었다. 이것이 '대남'이라는 지명의 첫 등장이다.
청일 전쟁에 의해 일본에 할양된 대만에는 할양에 반대하는 청 관료들에 의해 대만민주국이 건국된다. 그 역사는 '제1공화' 및 '제2공화'의 두 시기로 나뉘고 제1공화가 불과 10일만에 붕괴된 후, 대남에 제2공화가 성립해 100여일에 이르는 항쟁이 시작되었다.
1895년 9월 12일, 일본군이 남하해 철선교장(현재의 신잉 시)을 점거한 다음날, 곽황태, 진유방, 곽황지, 가문상 등은 각 장에 요청해 항일 의용군을 결성, 철선교장을 포위해 일본군과의 격전이 2일간 계속되었다. 결국 사상자 100여명을 내고 패하였지만 일본군도 40여명의 사상자를 내는 등의 피해를 주었다(철선교 사건).
1896년, 섬 전체를 평정한 대만 총독부는 4월에 신관제를 발표해 다이완, 다이호쿠, 다이난의 3현을 설치하였다. 당시의 다이난 현의 행정 범위는 꽤 넓어 현재의 타이난 현 뿐만 아니라 윈린 현, 자이 현, 가오슝 현, 타이둥 현 및 화롄 현도 관할로 하고 있었다.
일본 통치 시대에는 타이난에서도 근대화 정책이 추진되어 1898년에는 대목강 공학교(大目降公學校)를 시작으로 근대적 교육기관이 설치되었다. 나아가 다음 해에는 다이난 자혜원(台南慈恵院)을 재단법인으로서 설립해 의료 관계의 정비도 진행되었다. 교통면에서는 1900년 11월에 다이난과 다카우(현재의 가오슝시)의 사이에 철도가 개통하였다. 또 경제면에서는 1903년에 염수항 정당 주식회사가 설립되었으며, 2년 후에는 근대적인 제당 사업이 시작되어 대만의 경제발전에 크게 기여하였다.
순조롭게 보이는 일본의 타이완 통치이지만 1915년에 타파니 사건으로 불리는 무장 항일 사건이 발생하였다. 여청방, 나준급 및 강정의 3명이 무장 봉기 했지만 일본 관헌에 의해 적발된 사건이다.
그러한 무장 봉기 사건도 있었지만 1916년에 다이호쿠와 다카오를 연락하는 종관 도로가 건설되고 1921년의 우산토 수고(烏山頭水庫) 건설의 착공 등이 실시되어 타이완의 교통과 농업의 발전을 기둥으로 하는 근대화 정책이 착실하게 실현되어 갔다.
그 후 1945년 타이완은 중화민국의 영토로 바뀌었고 1946년 1월 7일에 타이완 현이 설치되었으며 1월 15일에는 타이난 현 참의회가 설치되어 타이난의 지방 자치가 시작되었다. 그러나 1947년 2월 27일에 타이베이 시의 담배 판매 단속에 기인한 민중 봉기인 이른바 2·28 사건이 발생해 지방 체제에 심각한 영향을 주게 되었다. 3월 2일에 타이난 지구에서도 대규모 민중 봉기가 발생해 첫 현 정부 수뇌인 현장 위안궈친은 아리산에 피난해 버렸다. 그 때문에 현의 정무는 군의 출동으로 사건이 진압되는 3월 13일까지 정지되었다.
1950년, 중국 국민당이 주도하는 중앙 정부의 지방자치 제도의 개편으로 타이난 현은 타이난, 자이, 윈린의 3현으로 분할되었다. 새로운 타이난 현은 7진, 24향을 관할하게 되었고 현 정부도 신잉 진으로 옮겨졌다. 그리고 1951년 1월 28일에는 타이완 성 각 현시 실시 지방자치 강요에 근거해 제1회 현 의회 선거를 했다.
그 후에도 농업 시설에의 투자나, 새롭게 공업 지구를 건설하는 등의 사업을 실시했고 이후 농업, 공업의 발전을 기축으로 하는 발전을 이루어 현재에 이르고 있다.

## 같이 보기
- 타이난시